# Seehofpark

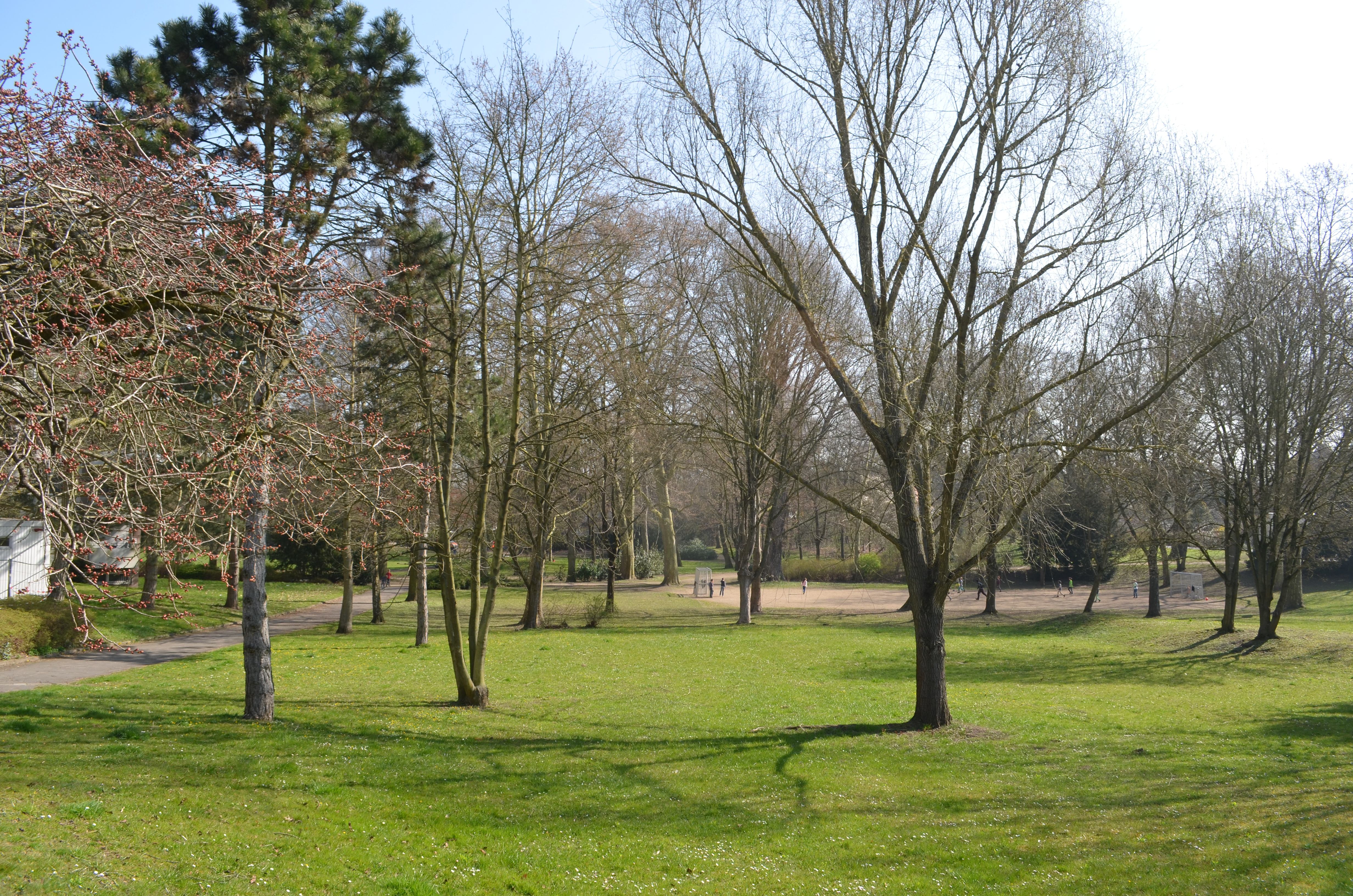
Seehofpark

Der Seehofpark in Frankfurt am Main ist ein 2,7 Hektar großer öffentlicher Park am Ostrand von Sachsenhausen mit Spielplatz, Spielwiese und Bolzplatz.

## Geschichte
Das Gelände des Parks gehört seit 1842 der Stadt Frankfurt am Main. Durch eine im Jahr 1857 gefasste Quelle vor Ort erfuhr der Seehofpark in der Vergangenheit eine wechselvolle Geschichte. Aus den Anfängen sind Fischteiche bekannt. Später wurde dort ein Gutshof errichtet, und 1859 wurde ein Wasserwerk in Betrieb genommen. Das Wasser wurde von Brauereien, Gärtnereien und vom Städtischen Schlachthof genutzt. Heute wird das Wasser der Quelle als Brauchwasser für das Deutschherrnviertel genutzt. Im Jahr 1911 wurde das Gelände als Volkspark eingerichtet und der Öffentlichkeit zugänglich gemacht.
Der Park ist Teil des Frankfurter Grüngürtels und damit des Landschaftsschutzgebietes Grüngürtel und Grünzüge in der Stadt Frankfurt am Main.

## Lage
Der Seehofpark gehört zum südmainischen Stadtteil Frankfurt-Sachsenhausen. Er liegt südlich des Mühlbergs am Seehofsweg – am östlichen Rand eines Wohngebiets und in der Nähe der Stadtteilgrenze zum östlich benachbarten Oberrad.

## Verkehrsanbindung
Der Frankfurter Seehofpark ist über die nördlich davon gelegene Straßenbahnhaltestelle Lettigkautweg an den öffentlichen Personennahverkehr (ÖPNV) angebunden. Dort halten die Linien 15 und 16 der Straßenbahn Frankfurt am Main. Von der Haltestelle aus sind es noch etwa fünf Minuten Fußweg bis zum Park.